# Paul Westerberg
Paul Westerberg (ur. 31 grudnia 1959) – muzyk rockowy, członek nieistniejącej już grupy The Replacements, obecnie kontynuuje karierę solową.

## Dyskografia
- 1993: 14 Songs
- 1996: Eventually
- 1997: Grandpaboy, EP
- 1999: Suicaine Gratifaction
- 2002: Mono
- 2002: Stereo
- 2003: Dead Man Shake
- 2003: Come Feel Me Tremble
- 2004: Folker
- 2005: Besterberg: Best Of Paul Westerberg
- 2008: 49:00